# Krist Novoselic
Krist Novoselic (16 de maig de 1965) és un músic californià, més conegut per haver sigut el baixista i cofundador de Nirvana. Quan el grup de grunge, Nirvana, va acabar, Krist Novoselic va formar part d'altres grups musicals, com Sweet 75, Eyes Adrift o Flipper entre d'altres. El 2011, Krist Novoselic també va contribuir a la gravació de “I Should Have Known”, de la banda del seu excompany (Dave Grohl) Foo Fighters.
El 2008, Krist Novoselic va anunciar mitjançant la pàgina oficial de la seva banda, aleshores, Eyes Adrift, la seva intenció d'abandonar el món de la música i iniciar una carrera política. Actualment Krist Novoselic encara es troba en el món de la política, donant suport a la iniciativa dels joves en el món polític. També és membre de The National Grange of the Order of Patrons of Husbandry. No obstant això, el Grange en realitat no és un partit polític, és una associació amb la finalitat de protestar contra el sistema de l'estat de Washington.

## Biografia

### Abans de Nirvana (1965-1986)
Krist Anthony Novoselic va néixer a Croàcia. Els seus pares, Krist i Maria Novoselic són immigrants croates. El pare Novoselic va arribar als Estats Units el 1963 i la seva futura dona un any després. Van viure a Compton, Califòrnia. Krist hi va viure un any fins que els seus pares van decidir traslladar-se al barri croat de Los Angeles, Sant Pere. Krist hi va viure la major part de la seva infància, tot i que constantment van canviar de casa.
Quan Krist tenia dos anys va néixer el seu germà Robert. «A Robert i a mi ens agradava posar-nos en problemes», comentà Krist Novoselic en una entrevista, sobre el seu germà. «Punxant llantes i coses d'aquestes». També explica que tant ell com el seu germà Robert, tenien molt de respecte al seu pare. «En aquell temps el vandalisme era una cosa molt cool, nosaltres realment ens hi dedicàvem». Després de molts canvis de domicili, la família de Krist va trobar una casa al sud de Califòrnia, a Aberdeen. A l'edat de nou anys, li agradava escoltar grups com Led Zeppelin i Black Sabbath, entre d'altres.
El 1980 els pares el van enviar amb els seus parents a Croàcia. Allà, Krist Novoselic va descobrir l'anomenat punk rock, com també grups d'aquest gènere com Sex Pistols, Ramones i altres. Krist Novoselic afirma que aquests grups no l'han marcat en la seva vida, ni en la seva carrera musical, si no que simplement els escoltava perquè li agradaven. Després d'un any a Croàcia, els seus pares el van obligar a tornar als Estats Units.
«Em sentia en un món estrany» deia Krist. En aquells anys de retrobament amb la seva família, Krist va començar a beure i a fumar marihuana amb excés. «Van ser uns anys difícils» comentà. Finalment, després d'uns anys estranys per ell, va trobar feina al restaurant de menjar ràpid Taco Bell local, treballava per les nits, però no es va relacionar amb ningú. Només estava allà, per estalviar diners.
En l'últim any de la preparatòria li van regalar una guitarra i va començar a fer classes. Un dia Krist va dir al seu mestre (el mateix que va ensenyar a Kurt Cobain), que volia aprendre a tocar blues. Uns mesos després, Krist va deixar les pràctiques i pacientment intentava tocar les cançons de B.B. King.
Krist va conèixer Kurt Cobain que era un amic del seu germà Robert i Kurt. Un dia Kurt va ser convidat a can Novoselic i li va sobtar que en el pis de dalt se sentia punk rock. En Robert li va explicar que era el seu germà. Kurt ho va trobar molt cool. El 1983 Krist i Kurt van començar a tocar en una banda junts, al cap de poc els seus pares es van divorciar. El grup format el 1983, seria, en un futur, el que coneixem com Nirvana.

### Nirvana (1987-1994)
Kurt Cobain i Krist Novoselic van començar guanyant 80 $ per nit, tocant en un local de versions, Cobain tocava la bateria, i Novoselic cantava i tocava la guitarra. Unes setmanes més tard, Cobain i Novoselic es van reunir amb el bateria Aaron Burckhard. La banda va tocar en festes o petits concerts. Durant un temps van utilitzar el nom de Skid Row. Van anomenar-se de moltes maneres abans de triar Nirvana.
Burckhard només va durar uns mesos, i el van substituir per Chad Channing. El 1990 Channing se'n va anar i va ser substituït per Mudhoney. El mateix any, Kurt i Krist van anar a la recerca d'un nou bateria, ja que el cantant i guitarrista de Buzz Osborne els va animar a què escoltessin un grup anomenat Scream. El bateria, Dave Grohl va impressionar Krist i Kurt, així que el van incloure en el grup.
El 1991 la banda va gravar el seu primer disc, Nevermind, que es va llençar com un fenomen mundial amb el seu single hit «Smells like Teen Spirit».
Nirvana va durar fins a la mort de Cobain l'abril del 1994. Especialment a Krist li va fer molt mal la mort de Kurt, ja que havien sigut inseparables durant gairebé una dècada. Una de les poques aparicions públiques que van fer, va ser als MTV Vídeo Music Awards on els van donar el premi al millor vídeo alternatiu, pel videoclip de la cançó Heart-Shaped Box. Novoselic va aprofitar l'oportunitat per retre homenatge al seu amic.

### Després de Nirvana (des de 1995)
L'any següent, Novoselic va continuar com a músic i li van propposar tocar el baix en una banda nova, Foo Fighters, fundada per Dave Grohl. Tot i aquesta gran oferta, Krist Novoselic va decidir no acceptar, ja que la gent pensaria que seria una reencarnació de Nirvana.
El 1998 Krist va dirigir la seva primera pel·lícula, L7: el procés de la bellesa. Un documental on apareixien imatges de concerts gravats a tres ciutats dels Estats Units. Després de la pel·lícula, Krist es va unir amb diferents músics com l'ex guitarrista de Soundgarden, Kim Thayil i Jello Biafra per tocar al Combo OMC. Després va formar Eyes Adrift, amb Curt Kirkwoo i Bud Gaugh. Va ser un grup molt important per ell, ja que va ser el primer on va cantar la veu principal. En aquesta etapa també va prendre un paper molt important en la composició de cançons. Eyes Adrift es va separar el 2003. Després d'Eyes Drift, Krist Novoselic va anunciar que es retirava del negoci de la música. Deia que no li agrada tota la veina de fer publicitat per nous discs.
Novoselic també va deixar clar que a partir d'aquest moment faria música en solitari. No obstant això, Krist Novoselic va col·laborar amb diferents grups, com Flipper, o els mateixos Foo Fighters.
A l'octubre del 2010 l'ex bateria de Nirvana, Dave Grohl, va anunciar en directe per la BBC que el seu excompany Krist s'uniria als Foo Fighters en el seu pròxim àlbum com a baixista o acordionista. L'àlbum va ser llançat l'any següent, el 2011: Wasting Light. El desembre de 2012 a un concert per a les víctimes de l'huracà per primera vegada des de vint anys després de la dissolució els membres de Nirvana es van unir a Nova York. Paul McCarney va assumir el paper de cantant en absència de Cobain.

## La política
Deixant de banda la carrera musical, l'exbaixista de Nirvana també ha tingut una aportació en el món de la política. Va crear un comitè d'acció política Joint Artists and Musicians Political Action Committee (Jampac). Jampac, entre d'altres va lluitar pels drets dels joves menors per anar de festa i a concerts.
Entre moltes altres aportacions en el món polític, Novoselic va fer costat al senador Barack Obama a l'elecció presidencial de 2008, i el 2007 també va fer una donació al congressista Ron Paul.